# نيلس داهل
نيلس داهل (بالنرويجية البوكمول: Nils Nilssøn Dahl )‏ (و. 1806 – 1854 م) هو سياسي نرويجي، توفي عن عمر يناهز 48 عاماً.

## مناصب
تولى منصب عضو برلمان النرويج ‏.

## التعليم
تعلم في جامعة أوسلو.